# Résolution 107 du Conseil de sécurité des Nations unies
Membres permanents
- Chine (Taïwan)
- États-Unis
- France
- Royaume-Uni
- URSS

Membres non permanents
- Belgique
- Brésil
- Iran
- Nouvelle-Zélande
- Pérou
- Turquie

Résolution no 106 Résolution no 108
La résolution 107 du Conseil de sécurité des Nations unies est une résolution du Conseil de sécurité des Nations unies adoptée le 30 mars 1955.
Cette résolution, la deuxième de l'année 1955, relative à la question de la Palestine,
- demande au chef d'état-major de poursuivre ses conversations avec les gouvernements d'Israël et d'Égypte,
- note que le chef d'état major a fait des propositions à cet effet,
- requiert les gouvernements d'Israël et d'Égypte de coopérer avec le chef d'état major.
- invite le chef d'état-major à tenir le conseil informé.

La résolution a été adoptée à l'unanimité.

## Texte
- Résolution 107 sur fr.wikisource.org
- Résolution 107 sur en.wikisource.org